# Chiesa dei Santi Pietro e Paolo (Alfedena)
La chiesa dei Santi Pietro e Paolo si trova ad Alfedena, nel cuore del suo centro storico.

## Storia
La chiesa venne costruita nel XIII secolo. Nel 1902 era stata dichiarata monumento nazionale. Durante la seconda guerra mondiale le vicende belliche hanno causato danni ingenti. La ricostruzione postbellica ha comunque cercato di rispettare le antiche forme e lo stile della chiesa.

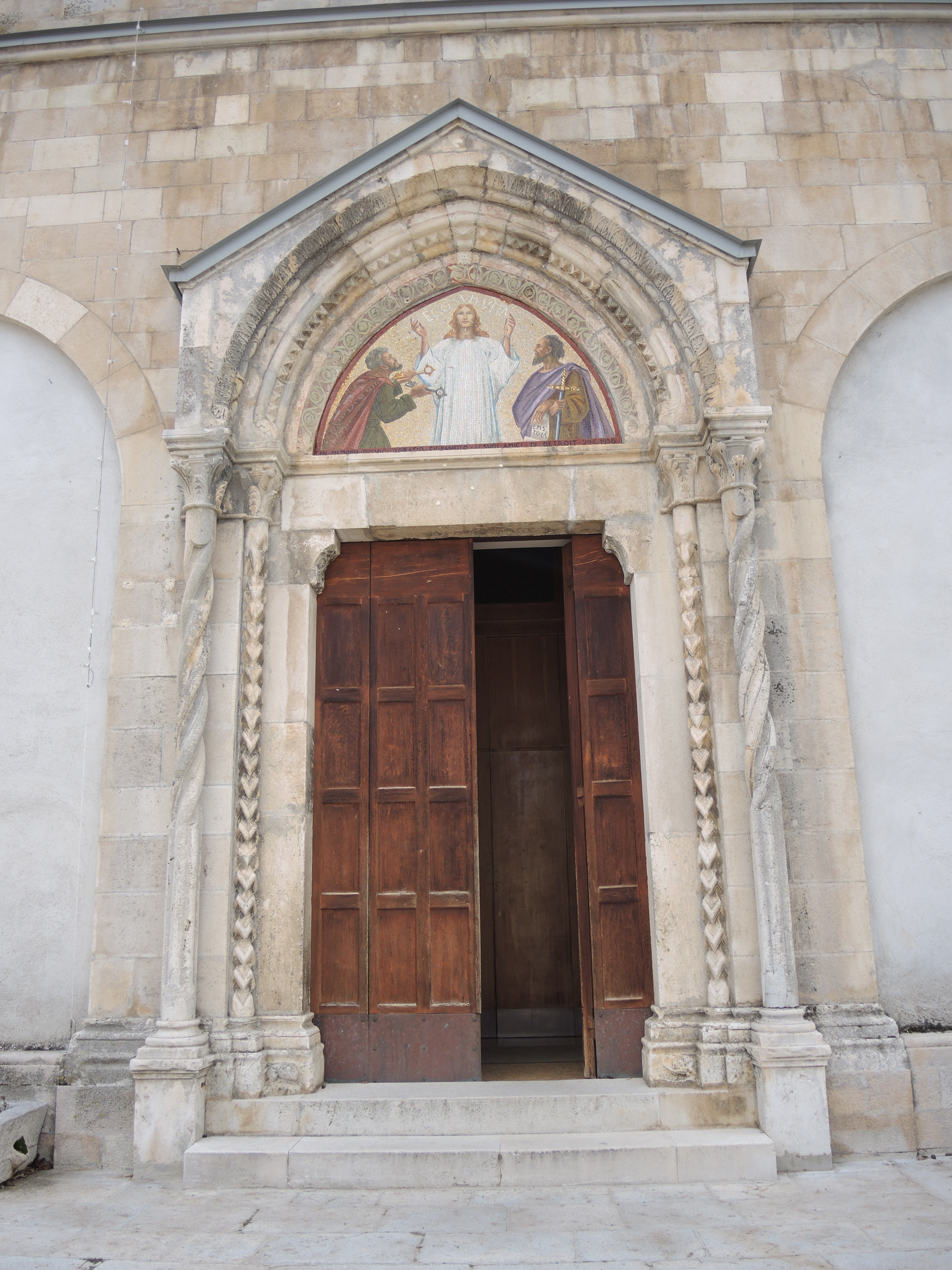
Particolare del portale
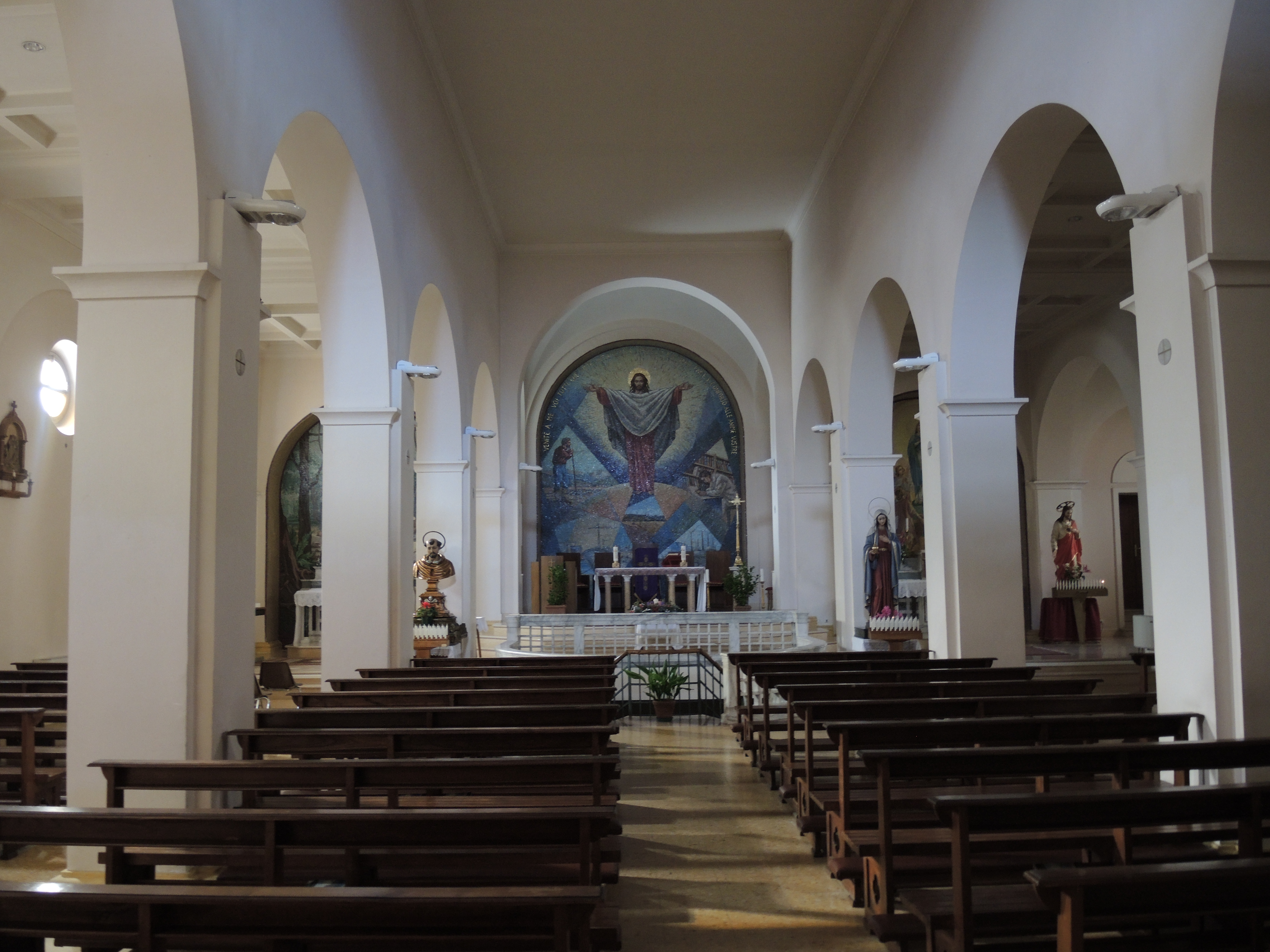
Interno
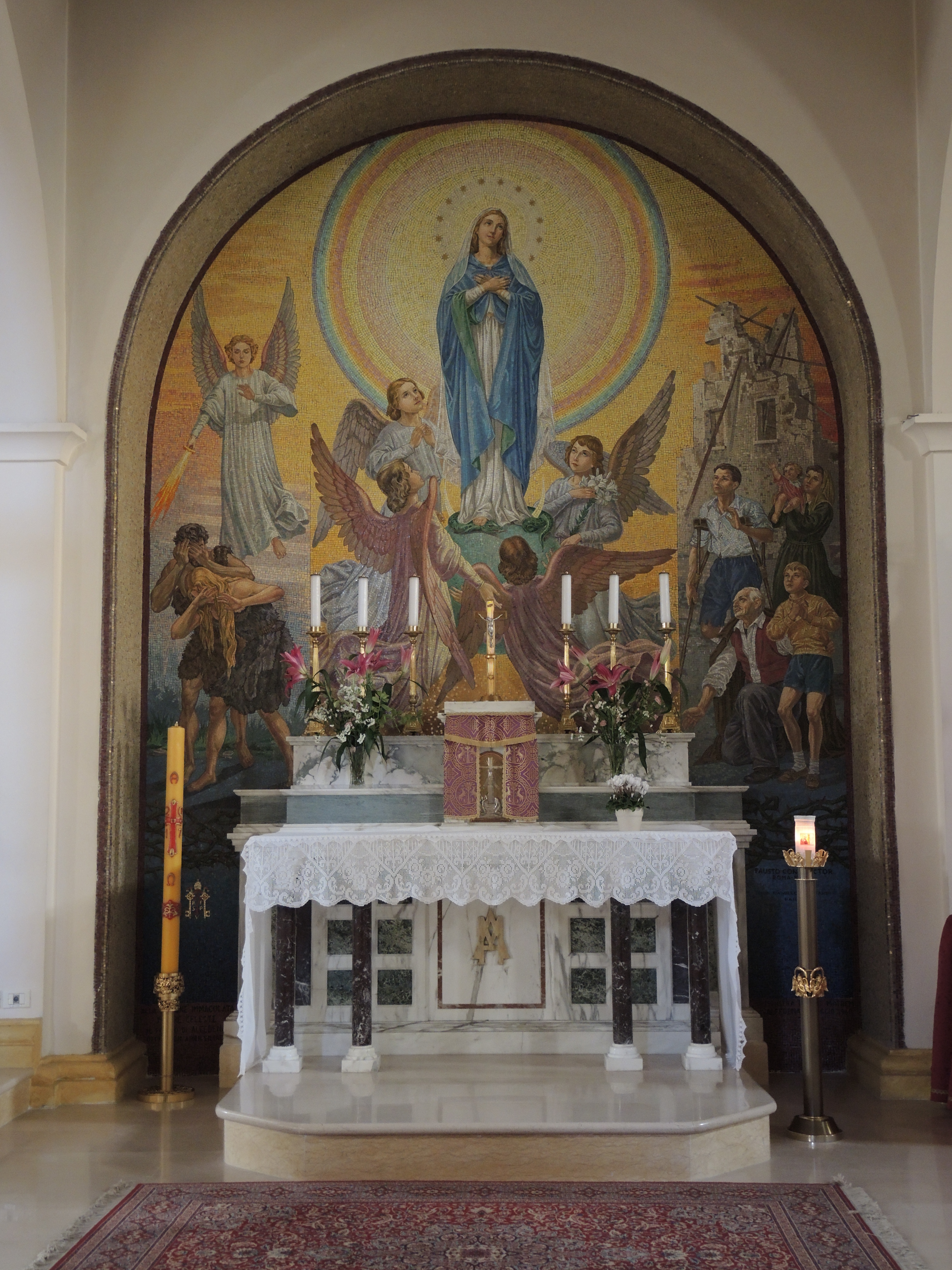
Altare

## Descrizione
Caratterizzata da una facciata di ispirazione romanica, la chiesa è stata più volte restaurata a seguito dei danni della seconda guerra mondiale. L'interno della chiesa è frutto di ricostruzione del 1954; i grandi mosaici sulla facciata e all'interno, opera di Fausto Conti sono datati alla seconda metà degli anni Cinquanta e agli inizi degli anni Sessanta (mosaico dell'Immacolata - 1959 e mosaico di S. Pietro Martire - 1961, e il mosaico centrale della Risurrezione di Cristo).
La chiesa ha planimetria longitudinale a pianta rettangolare, con la facciata a coronamento orizzontale, in pietra,  ornata al centro da una finestra circolare e tre portali. Il portale centrale è trecentesco, caratterizzato da arco gotico sovrastato da ghimberga, decorato da colonne a spina di pesce, e modanature tortini. Un mosaico di Cristo risorto nella lunetta, termina l'abbellimento. Il campanile laterale è una robusta torre quadrangolare in pietra, con gli archi delle campane all'ultimo settore superiore. 
L'interno è a tre navate, scandire da pilastri ad archi a tutto sesto, frutto delle ricostruzioni postbelliche. Pochi dono gli ornamenti, di Ortisei sono le statue della Madonna col Bambino, del Sacro Cuore. Presso l'altare maggiore, accessibile  da una scalinata inferiore, vi è la cappella del Cristo morto. Ottocentesca è il busto ligneo di San Pietro martire,  restaurata da G. Stuflesser di Ortisei. 
Accanto la chiesa si trova l'edificio  della Congregazione dell'Immacolata Concezione, fondato da don. G. Brunetti nel 1837, divenuto poi asilo infantile sotto il parroco di don Filippo Brunetti, nato poco distante la chiesa, come illustra una targa commemorativa.